# Trgovište
Pour les articles homonymes, voir Trgovište (homonymie).
Trgovište (en serbe cyrillique : Трговиште) est une localité et une municipalité de Serbie situées dans le district de Pčinja. Au recensement de 2011, la localité comptait 1 785 habitants et la municipalité dont elle est le centre 5 145.
Trgovište est officiellement classé parmi les villages de Serbie.

## Géographie
La municipalité de Trgovište est située à l'extrême sud de la Serbie, le long de la frontière avec la République de Macédoine ; elle est bordée par les municipalités de Bosilegrad, Vranje et Bujanovac. Le territoire municipal, qui s'étend sur 370 km2, est une zone constituée de collines entourées de montagnes et de plateaux ; parmi les montagnes, on peut citer les Bele Vode, le Dukat, le Čupino brdo et le Kozjak. L'altitude y est comprise entre 520 m et 1 828 m (pic du Golem vhr), avec des pics comme ceux de la Zladovačka planina (1 574 m) au nord ou de la Kopljača planina (1 345 m) au sud-ouest.
La localité de Trgovište, quant à elle, se trouve à la confluence de trois rivières, la Tripušnica, la Kozjedolska et la Lesnička reka, qui se réunissent pour former la Pčinja, qui se jette dans le Vardar.

## Localités de la municipalité de Trgovište

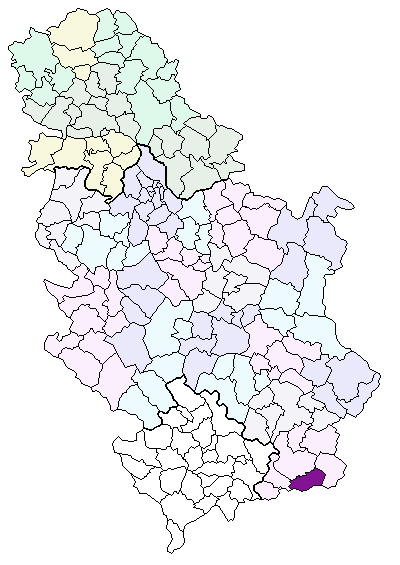
Localisation de la municipalité de Trgovište en Serbie

La municipalité de Trgovište compte 35 localités :
| - Babina Poljana - Barbace - Vladovce - Goločevac - Gornovac - Gornja Trnica - Gornji Kozji Dol - Gornji Stajevac - Dejance - Donja Trnica - Donji Kozji Dol - Donji Stajevac | - Dumbija - Đerekarce - Zladovce - Kalovo - Lesnica - Mala Reka - Margance - Mezdraja - Novi Glog - Novo Selo - Petrovac - Prolesje | - Radovnica - Rajčevce - Surlica - Trgovište - Crveni Grad - Crna Reka - Crnovce - Šajince - Šaprance - Široka Planina - Šumata Trnica |

Toutes les localités, y compris Trgovište, sont officiellement classées parmi les « villages » (село/selo) de Serbie.

## Démographie

### Localité

#### Évolution historique de la population dans la localité
| 1948 | 1953 | 1961 | 1971 | 1981  | 1991  | 2002  | 2011  |
| ---- | ---- | ---- | ---- | ----- | ----- | ----- | ----- |
| 820  | 840  | 921  | 972  | 1 401 | 1 787 | 1 864 | 1 785 |

## Politique
À la suite des élections locales serbes de 2008, les 25 sièges de l'assemblée municipale de Trgovište se répartissaient de la manière suivante :
| Parti                        | Sièges |
| ---------------------------- | ------ |
| Parti démocratique de Serbie | 7      |
| G17 Plus                     | 5      |
| Parti démocratique           | 4      |
| Parti socialiste de Serbie   | 4      |
| Nouvelle Serbie              | 3      |
| Parti radical serbe          | 2      |

Vlasta Petrović, membre du parti G17 Plus, a été élu président (maire) de la municipalité, succédant ainsi à Radovan Stojanović, membre du Parti démocratique. L'assemblée de la municipalité dispose d'une majorité constituée par le G17+, par le Parti socialiste de Serbie et par le Parti démocratique.

## Tourisme
À 5 km de Trgovište, en direction de Vranje, se trouve un ensemble de formes rocheuses qui ont pour origine un phénomène karstique d'érosion semblable à celui de la Đavolja varoš. L'endroit est connu sous le nom de Vražji kamen, la « pierre du Diable », et il est dominé par l'église de la Très-Sainte-Mère-de-Dieu, qui date du XIVe siècle.